# Neil LaBute
Neil LaBute (Detroit, 19 marzo 1963) è un regista, sceneggiatore e drammaturgo statunitense.

## Biografia
Studia teatro alla Brigham Young University (BYU), dove entra a far parte della Chiesa di Gesù Cristo dei Santi degli Ultimi Giorni. Alla BYU, conosce l'attore Aaron Eckhart, che negli anni successivi prenderà parte a tutti i suoi film, diventando il suo attore feticcio. Si è diplomato in insegnamento e cinema.
Nel 1993 torna alla Brigham Young University, per presentare il dramma Nella società degli uomini, ritratto di uomini in carriera, arrivisti e misogini, che nel 1997 diventerà un film omonimo, segnando il suo debutto alla regia cinematografica. Il film è stato presentato nel corso del 1997 al Sundance Film Festival ed al Festival di Cannes.
Nel 1998 realizza il suo secondo lungometraggio Amici & vicini con Eckhart e Ben Stiller, film che racconta la vita sessuale di tre coppie. 
Nel 2002 realizza The Mercy Seat, primo lavoro teatrale incentrato sugli attentati dell'11 settembre 2001, il dramma, interpretato da Liev Schreiber e Sigourney Weaver, racconta di un uomo che lavora al World Trade Center, e che durante il crollo delle torri si trovava altrove, creduto morto dalla famiglia, decide di rifarsi una vita con la propria amante. Sempre nel 2002 dirige Possession - Una storia romantica con Gwyneth Paltrow. Nel 2006 dirige Nicolas Cage ne Il prescelto, remake di The Wicker Man. LaBute conserva le proprie tematiche del confronto tra i sessi, anche se qui non sono valorizzate, mentre i contenuti del film originale vengono abbandonati (essi avevano sconvolto l'Inghilterra nel 1973). Le maggiori critiche sono riguardo l'attualizzazione commerciale della sceneggiatura senza una rilettura approfondita e soddisfacente, che lo rende un mero film di genere.
Ritorna al dramma, mescolato al thriller, nel 2008 con La terrazza sul lago, dalla trama complessa e interpretato anche da Samuel L. Jackson nella parte di un vicino scontroso e misogino che tormenta una coppia e disprezza il fatto che appartengano a razze differenti. L'ambiente è il sobborgo e le tematiche sono sempre il confronto tra i sessi, i lati più oscuri della vita di coppia e della società.
Nel 2011 è uscita la black comedy Il funerale è servito, il remake americano di Funeral Party diretto da LaBute con un cast prevalentemente afroamericano (tra cui Martin Lawrence) ad eccezione di Peter Dinklage che riprende il ruolo interpretato nell'originale inglese.

## Filmografia
- Nella società degli uomini (In the Company of Men) (1997)
- Amici & vicini (Your Friends & Neighbors) (1998)
- Tumble - cortometraggio (2000)
- Betty Love (Nurse Betty) (2000)
- Possession - Una storia romantica (Possession) (2002)
- The Shape of Things (2003)
- Il prescelto (The Wicker Man) (2006)
- La terrazza sul lago (Lakeview Terrace) (2008)
- Il funerale è servito (Death at a Funeral) (2010)
- Velvet - Il prezzo dell'amore (Some Velvet Morning) (2014)
- Dirty weekend (2015)
- House of darkness (2022)
- Out of the blue (2022)
- Fear the night (2023)

## Teatro
- Filthy Talk For Troubled Times, 1989
- In the Company of Men, 1992
- Bash: Latter-Day Plays, 1999. Bash. Latterday play, regia di Marcello Cotugno, Benevento Festival, settembre 2001
- The Shape of Things, 2001. La forma delle cose, regia di Marcello Cotugno, Asti Teatro, 24 giugno 2005
- The Distance From Here, 2002. La distanza da qui, regia di Marcello Cotugno, Roma, Teatro Sala Uno, 4 aprile 2014
- The Mercy Seat, 2002
- Autobahn, 2003. Autobahn, regia di Alfonso Postiglione, Napoli, Ridotto del Mercadante, 8 novembre 2018
- Fat Pig, 2004. Fat Pig, regia di Alfonso Postiglione, Napoli, Ridotto del Mercadante, 29 novembre 2018
- This Is How It Goes, 2005
- Some Girl(s), 2005. Some Girl(s), regia di Marcello Cotugno, Napoli, Piccolo Bellini, 28 novembre 2013
- Wrecks, 2005
- In a Dark Dark House, 2007. In a Dark Dark House, regia di Max Amato, Roma, Cometa Off, 19 febbraio 2013
- Reasons to Be Pretty, 2008. Pretty. Un motivo per essere carini, regia di Fabrizio Arcuri, Milano, Teatro Menotti, 11 febbraio 2014
- Helter Skelter/Land of the Dead, 2008
- The Break of Noon, 2009
- The New Testament, 2009
- Some White Chick, 2009
- The Furies, 2009
- Strange Fruit, 2011
- In a Forest, Dark and Deep, 2011. Dall’altra parte del bosco, regia di Marcello Cotugno, Teatro Argot Studio, 31 marzo 2017
- Lovely Head, 2012. Incantevole, regia di Marco Calvani, Spoleto, 1 luglio 2012
- Reasons to Be Happy, 2013
- Re(L)azioni (Totally, Bad Girl, War on Terror), regia di Marcello Cotugno, Roma, Spazio Uno, 30 aprile 2013
- Money Shot, 2014
- I’m Going to Stop Pretending I Didn’t Break Your Heart, regia di Nathalie Fillion, Venezia, Corderie dell’Arsenale, 8 agosto 2014
- Happy Hour, 2014
- The Way We Get By, 2015
- All The Ways to Say I Love You, 2016
- How to Fight Loneliness, 2017

## Opere
- Plays 1. Trilogia della bellezza: La forma delle cose, La grassona, Buoni motivi per essere attraenti, a cura di Marcello Cotugno, Editoria & Spettacolo, 2014, ISBN 9788897276555